# Cynthia Robinson
Pour les articles homonymes, voir Robinson.
Cynthia Robinson (12 janvier 1944 - 23 novembre 2015) était une musicienne américaine, mieux connue comme trompettiste et choriste de Sly and the Family Stone. Sa voix et sa présence sont particulièrement proéminentes dans le tube Dance to the Music.

## Biographie
Née en 1944, Cynthia Robinson fait partie des premières trompettistes d'un grand groupe américain et est la première musicienne du genre à entrer dans le Rock and Roll Hall of Fame. Elle intègre le groupe formé par Sly Stone dès 1966. Elle était le seul membre de la Family Stone originale à continuer à travailler avec Sly Stone après la dissolution du groupe, en 1975. À partir de 1974, elle a joué dans le groupe de funk Graham Central Station avec son compagnon de la Family Stone, Larry Graham.
Miles Davis, dans sa période fusion, s'est dit fan du jeu de Cynthia Robinson.

## Vie privée
Cynthia Robinson a grandi à Sacramento, en Californie. Elle vivait à Oak Park, un quartier de Sacramento. Elle a fréquenté les écoles élémentaires William Land, California Middle School et Sacramento High School, où elle a joué de la trompette dans l'orchestre de l'école, après avoir essayé la flûte.Au lycée, les garçons de sa classe lui ont reproché d'être une fille noire jouant d'un « instrument de garçon blanc ». Robinson se souvint même que des professeurs lui avaient suggéré de commencer une activité différente et de laisser la trompette aux garçons, mais Cynthia Robinson était amoureuse de la trompette.
Cynthia Robinson était mère de deux filles : Laura Marie Cook et Sylvette Phunne Robinson, née de sa relation avec Sly Stone,.

## Héritage et mort
Cynthia Robinson a été intronisée au Rock and Roll Hall of Fame en tant que membre de Sly and the Family Stone. En 2006, elle a retrouvé les membres du groupe original de la Family Stone.
Le 23 novembre 2015, Cynthia Robinson est décédée d'un cancer à Carmichael, en Californie, à l'âge de 71 ans.

## Apparitions
- Stargard, Back 2 Back, Warner Bros. Records, BSK 3456 (1981[5])
- Funkadelic, The Electric Spanking Of War Babies, Warner Bros. Records, BSK 3482 (1981). Tracks : Funk Gets Stronger (Part I), Funk Gets Stronger (Killer Millimeter Longer Version) / She Loves You[6]
- Graham Central Station, GCS2000, NPG Records (1998). Track : GCS2000[7]
- The Robert Cray Band, Time Will Tell, Sanctuary Records 06078-84613-2 (2003). Track : Your Pal[8]